# Forestiera pubescens
Forestiera pubescens är en syrenväxtart som beskrevs av Thomas Nuttall. Forestiera pubescens ingår i släktet Forestiera och familjen syrenväxter.

## Underarter
Arten delas in i följande underarter:
- F. p. glabrifolia
- F. p. pubescens

## Bildgalleri

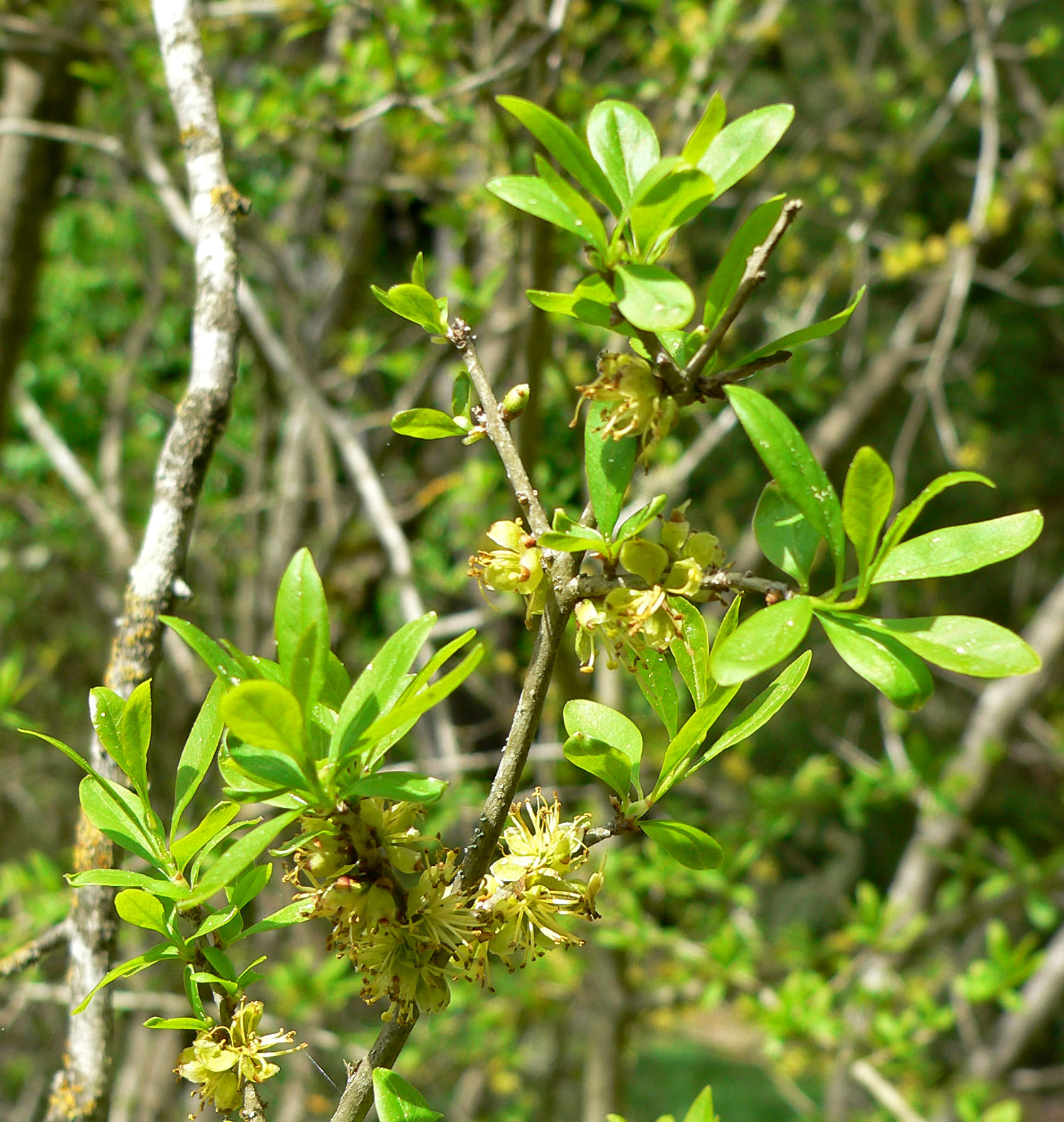
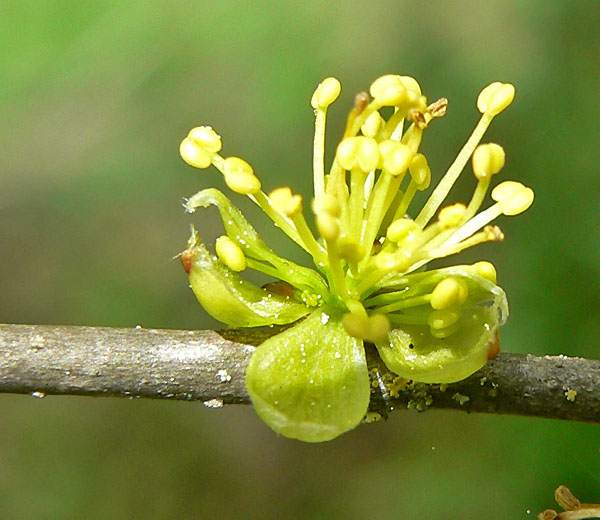
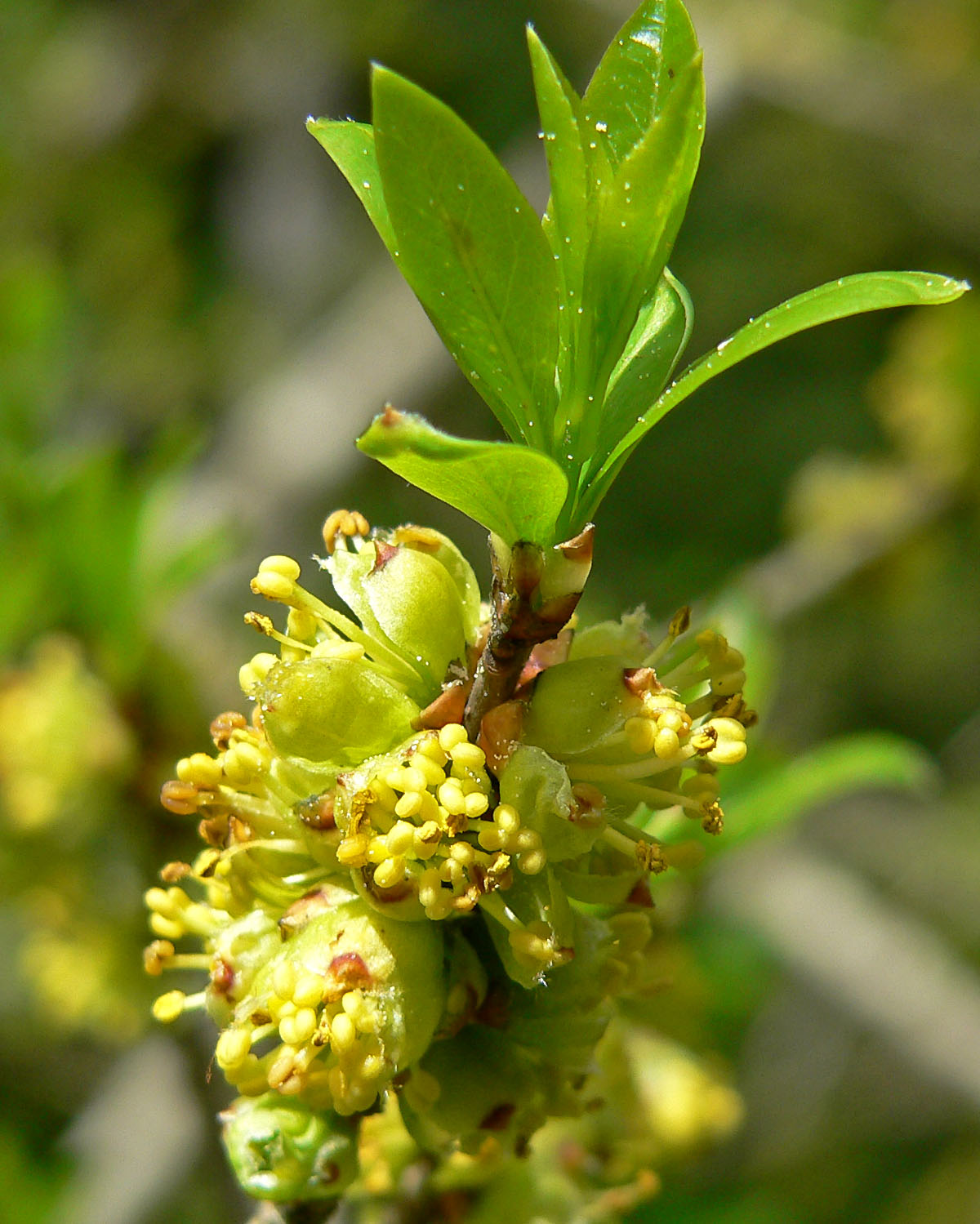
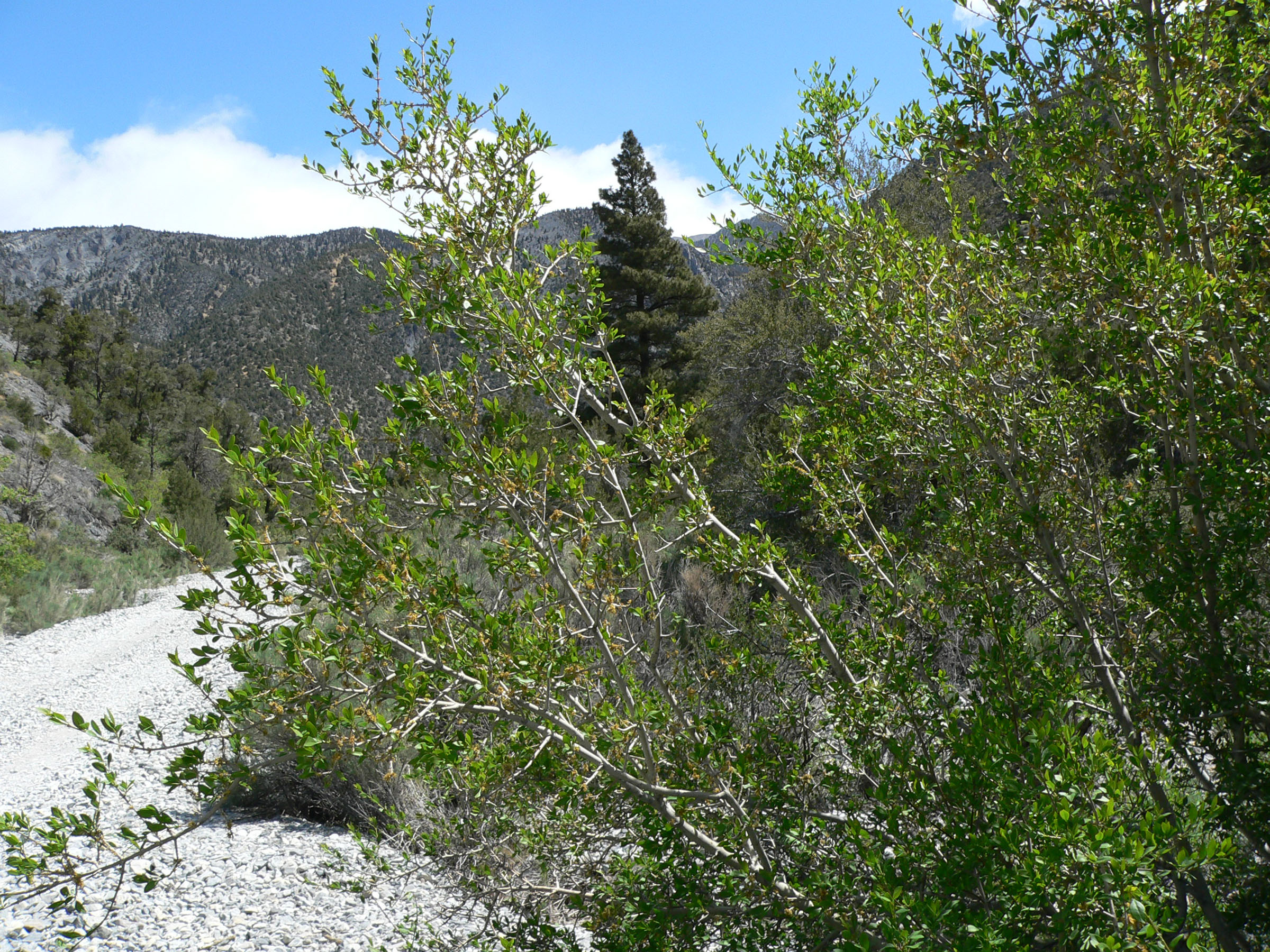
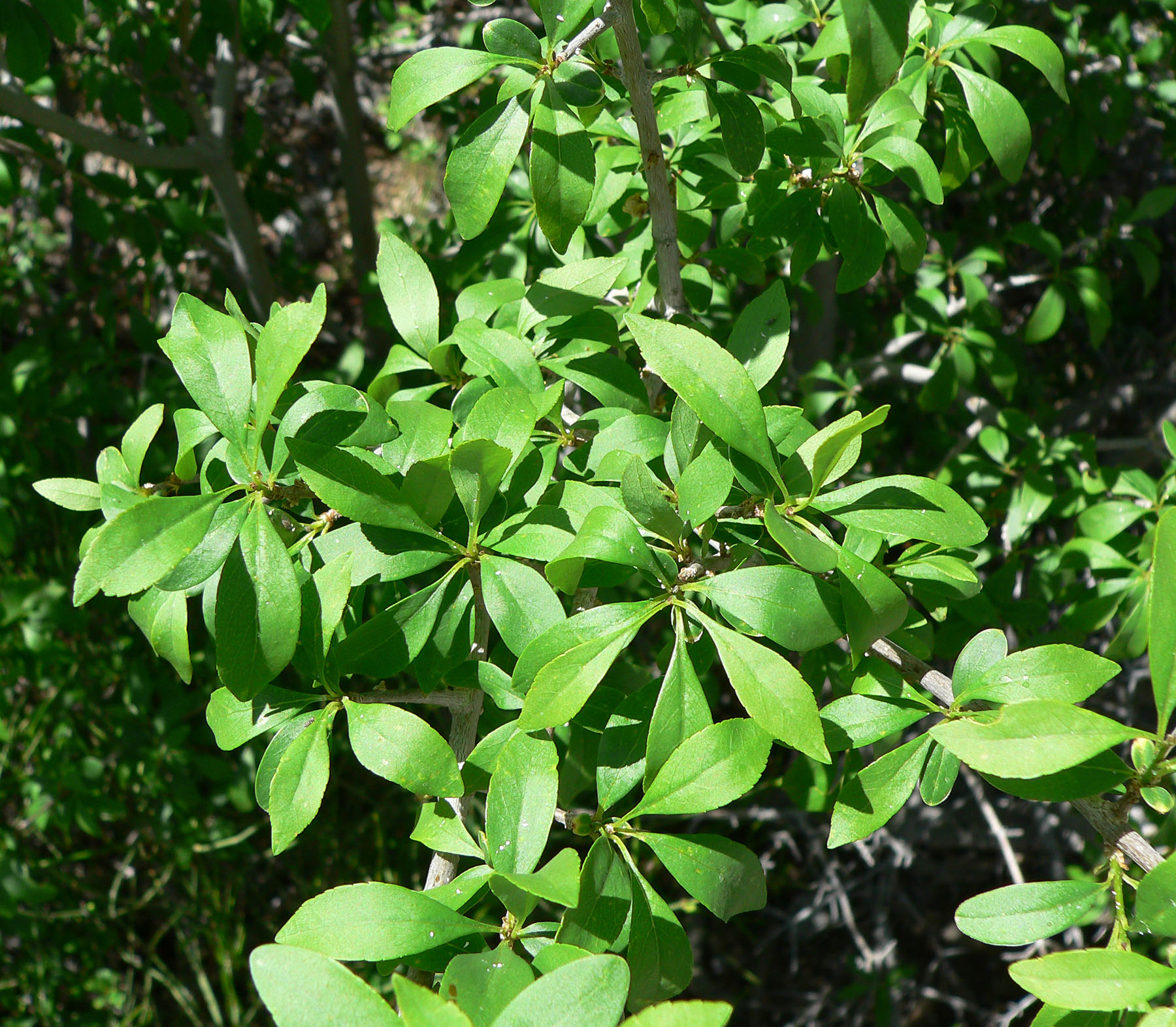
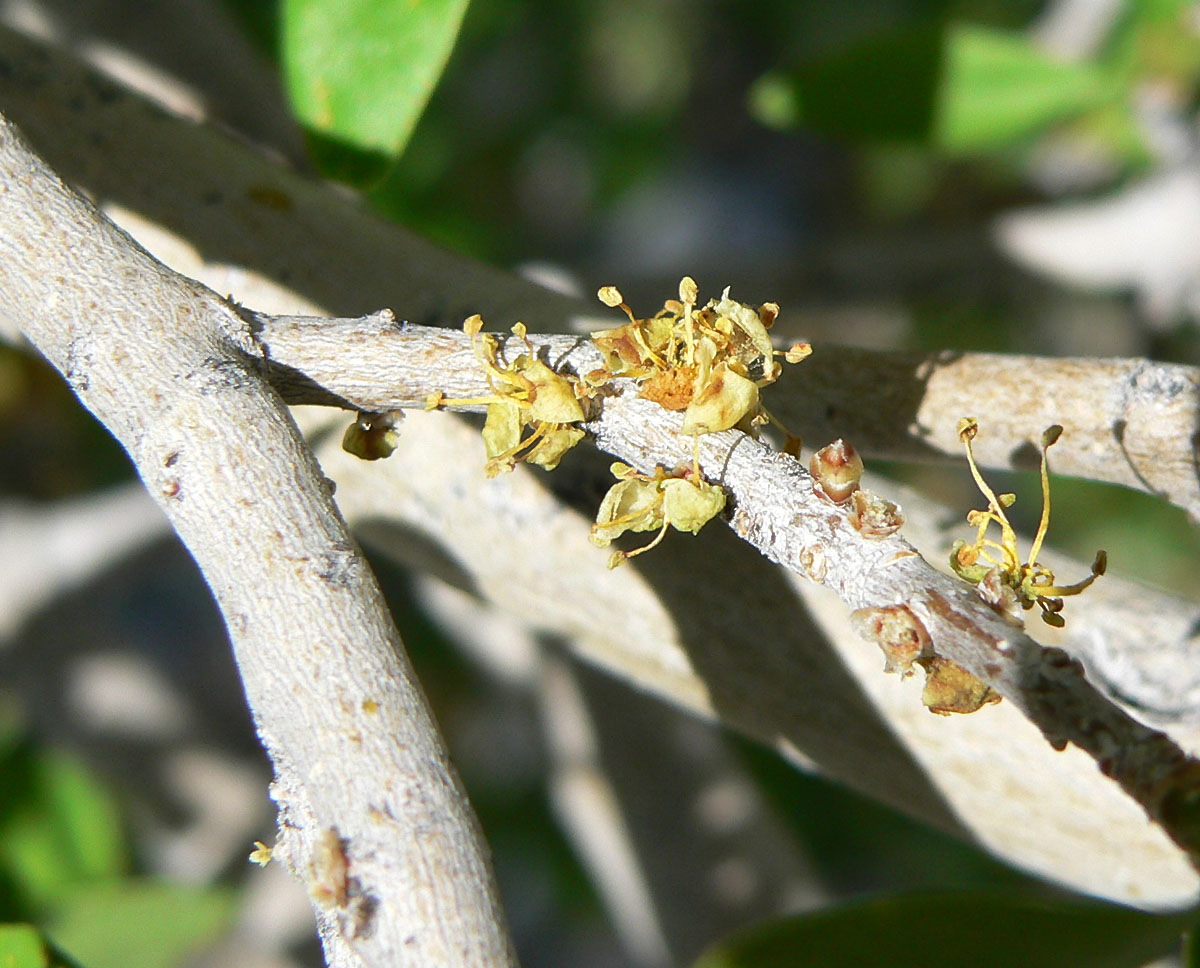